# Morti nel 1360
| Questa pagina contiene informazioni ricavate automaticamente dalle voci biografiche con l'ausilio del template Bio e di un bot. L'aggiornamento è periodico e automatico e ricostruisce completamente la pagina. Se manca una persona in questa lista, sei pregato di non aggiungerla, ma accertati piuttosto che la sua voce biografica contenga il template Bio e che i dati anagrafici siano correttamente compilati. Se il template Bio manca, inseriscilo tu stesso o, in alternativa, metti l'avviso {{tmp\|Bio}} che ne segnala la mancanza. Se i dati riportati sono sbagliati, correggi direttamente la voce biografica; le modifiche saranno visibili in questa lista entro pochi giorni. Per chiarimenti vedi il progetto biografie. La lista contiene solo le 31 persone che sono citate nell'enciclopedia e per le quali è stato implementato correttamente il template Bio. Pagina aggiornata al 18 giu 2025. |

- 18 gennaio - Luigi I Gonzaga, condottiero italiano (n. 1268)
- 29 gennaio - Villana delle Botti, religiosa italiana (n. 1332)
- 2 febbraio - Ruggero Mortimer, II conte di March, nobile britannico
- 27 marzo - Andrea di Antiochia, religioso normanno (n. 1268)
- 18 maggio - Gerardo di Berg, nobile tedesco
- 9 giugno - Gerard Lisle, I barone Lisle, nobile e cavaliere medievale britannico
- 24 giugno - Ismaʿil II di Granada, sultano (n. 1338)
- 14 settembre - Alberico da Rosciate, giurista, letterato e ambasciatore italiano (n. 1290)
- 29 settembre - Giovanna I d'Alvernia, contessa francese (n. 1326)
- 4 novembre - Elisabetta de Clare, nobile britannica (n. 1295)
- 26 novembre - Delfina di Signe, nobildonna francese
- 2 dicembre - John de Beauchamp, I barone Beauchamp, nobile e militare inglese (n. 1316)
- 26 dicembre - Thomas Holland, I conte di Kent, conte inglese (n. 1314)
- Davide IX di Georgia, re
- Giacomo II Caetani dell'Aquila, nobile italiano
- Chimtay, condottiero mongolo
- Eric I di Sassonia-Lauenburg, duca (n. 1280)
- Ortensia di Guglielmo, poetessa italiana
- Isabella di Brienne, contessa
- Jacopo da Bologna, compositore italiano
- Nauruz Bek, condottiero mongolo
- Nicola III di Werle, principe
- Guglielmo Pallavicino, militare e politico italiano
- Qulpa, condottiero mongolo
- Rudolf von Erlach, cavaliere medievale e condottiero svizzero
- Vitale da Bologna, pittore italiano (n. 1310)
- Robert de Waurin, militare francese
- Xu Shouhui, generale cinese
- Tolberto IV da Camino, nobile e giudice italiano
- Giovanni da Valente, doge (n. 1280)
- Pietro de Pino, arcivescovo cattolico italiano